# Superliga Femenina de Voleibol
La Superliga Femenina de Voleibol, massima divisione del campionato spagnolo, è una competizione pallavolistica per squadre di club spagnole femminili, organizzata con cadenza annuale dalla RFEVB.

## Edizioni
| Dal 1969 al 1983 la competizione è denominata Primera División       |                        |                  |                  |               |               |               |
| 1969-70 Dettagli                                                     | Medina Barcelona       | Medina Madrid    | Medina Gijón     |               |               |               |
| 1970-71 Dettagli                                                     | Medina Madrid          | Medina Barcelona | Medina Gijón     |               |               |               |
| 1971-72 Dettagli                                                     | Medina Gijón           | Medina Madrid    | Medina Barcelona |               |               |               |
| 1972-73 Dettagli                                                     | Medina Madrid          | Medina Barcelona | Medina Vigo      |               |               |               |
| 1973-74 Dettagli                                                     | Medina Barcelona       | Medina Madrid    | Medina Gijón     |               |               |               |
| 1974-75 Dettagli                                                     | Medina Barcelona       | Medina Vigo      | Medina Madrid    |               |               |               |
| 1975-76 Dettagli                                                     | Medina Gijón           | Medina Barcelona | Torrelavega      |               |               |               |
| 1976-77 Dettagli                                                     | Medina Madrid          | Torrelavega      | -                |               |               |               |
| 1977-78 Dettagli                                                     | Medina Gijón           | Torrelavega      | -                |               |               |               |
| 1978-79 Dettagli                                                     | Torrelavega            | -                | AD Cornellá      |               |               |               |
| 1979-80 Dettagli                                                     | AD Cornellá            | Torrelavega      | -                |               |               |               |
| 1980-81 Dettagli                                                     | Academia Universitária | -                | -                |               |               |               |
| 1981-82 Dettagli                                                     | AD Cornellá            | -                | -                |               |               |               |
| 1982-83 Dettagli                                                     | Norte Real Madrid      | -                | -                |               |               |               |
| Dal 1983 al 1989 la competizione è denominata División de Honor      |                        |                  |                  |               |               |               |
| 1983-84 Dettagli                                                     | Arquitectura           | -                | -                |               |               |               |
| 1984-85 Dettagli                                                     | Espanyol               | -                | -                |               |               |               |
| 1985-86 Dettagli                                                     | Tormo Barberá          | -                | -                |               |               |               |
| 1986-87 Dettagli                                                     | Tormo Barberá          | -                | -                |               |               |               |
| 1987-88 Dettagli                                                     | Espanyol               | Tormo Barberá    | -                |               |               |               |
| 1988-89 Dettagli                                                     | Medina Madrid          | Tormo Barberá    | -                |               |               |               |
| Dal 1989 la competizione è denominata Superliga Femenina de Voleibol |                        |                  |                  |               |               |               |
| 1989-90 Dettagli                                                     | Tormo Barberá          | Medina Madrid    | Tenerife         |               |               |               |
| 1990-91 Dettagli                                                     | Espanyol               | Amanecer         | Tenerife         |               |               |               |
| 1991-92 Dettagli                                                     | Tenerife               | Espanyol         | Portuense        |               |               |               |
| 1992-93 Dettagli                                                     | Murcia                 | Amanecer         | Alcorcón         |               |               |               |
| 1993-94 Dettagli                                                     | Murcia                 | Alcorcón         | Tenerife         |               |               |               |
| 1994-95 Dettagli                                                     | Murcia                 | Albacete         | Ávila            |               |               |               |
| 1995-96 Dettagli                                                     | Albacete               | Tenerife         | Ávila            |               |               |               |
| 1996-97 Dettagli                                                     | Tenerife               | Albacete         | CDU Granada      |               |               |               |
| 1997-98 Dettagli                                                     | Tenerife               | CDU Granada      | Ávila            |               |               |               |
| 1998-99 Dettagli                                                     | Tenerife               | Benidorm         | CDU Granada      |               |               |               |
| 1999-00 Dettagli                                                     | Tenerife               | Murcia           | CDU Granada      |               |               |               |
| 2000-01 Dettagli                                                     | Tenerife               | CDU Granada      | Diego Porcelos   |               |               |               |
| 2001-02 Dettagli                                                     | Tenerife               | Las Palmas       | Ávila            |               |               |               |
| 2002-03 Dettagli                                                     | Las Palmas             | Tenerife         | Diego Porcelos   |               |               |               |
| 2003-04 Dettagli                                                     | Tenerife               | Las Palmas       | Ávila            |               |               |               |
| 2004-05 Dettagli                                                     | Tenerife               | Las Palmas       | Albacete         |               |               |               |
| 2005-06 Dettagli                                                     | Tenerife               | Las Palmas       | CAV Murcia       |               |               |               |
| 2006-07 Dettagli                                                     | CAV Murcia             | Tenerife         | Albacete         |               |               |               |
| 2007-08 Dettagli                                                     | CAV Murcia             | Ícaro            | Tenerife         |               |               |               |
| 2008-09 Dettagli                                                     | CAV Murcia             | Palma Volley     | Albacete         |               |               |               |
| 2009-10 Dettagli                                                     | Aguere                 | Ciutadella       | Diego Porcelos   |               |               |               |
| 2010-11 Dettagli                                                     | Ciutadella             | CAV Murcia       | Aguere           |               |               |               |
| 2011-12 Dettagli                                                     | Ciutadella             | Haro             | Murillo          |               |               |               |
| 2012-13 Dettagli                                                     | Haro                   | Murillo          | Murcia           |               |               |               |
| 2013-14 Dettagli                                                     | Murillo                | Iruña            | Barcellona       |               |               |               |
| 2014-15 Dettagli                                                     | Logroño                | Iruña            | Aguere           |               |               |               |
| 2015-16 Dettagli                                                     | Logroño                | Haris            | -                |               |               |               |
| 2016-17 Dettagli                                                     | Logroño                | Haris            | -                |               |               |               |
| 2017-18 Dettagli                                                     | Logroño                | Haris            | -                |               |               |               |
| 2018-19 Dettagli                                                     | Logroño                | Barcellona       | -                |               |               |               |
| 2019-20 Dettagli                                                     | Non assegnato          | Non assegnato    | Non assegnato    | Non assegnato | Non assegnato | Non assegnato |
| 2020-21 Dettagli                                                     | JAV Olímpico           | Alcobendas       | -                |               |               |               |
| 2021-22 Dettagli                                                     | Haris                  | JAV Olímpico     | -                |               |               |               |
| 2022-23 Dettagli                                                     | JAV Olímpico           | Haris            | -                |               |               |               |

## Palmarès
| Squadra                | Titolo | Edizione                                                                                 |
| ---------------------- | ------ | ---------------------------------------------------------------------------------------- |
| Tenerife               | 10     | 1991-92, 1996-97, 1997-98, 1998-99, 1999-00, 2000-01, 2001-02, 2003-04, 2004-05, 2005-06 |
| Logroño                | 6      | 2013-14, 2014-15, 2015-16, 2016-17, 2017-18, 2018-19                                     |
| Medina Madrid          | 4      | 1970-71, 1972-73, 1976-77, 1988-89                                                       |
| Medina Barcelona       | 3      | 1969-70, 1973-74, 1974-75                                                                |
| Medina Gijón           | 3      | 1971-72, 1975-76, 1977-78                                                                |
| Espanyol               | 3      | 1984-85, 1987-88, 1990-91                                                                |
| Tormo Barberá          | 3      | 1985-86, 1986-87, 1989-90                                                                |
| Murcia                 | 3      | 1992-93, 1993-94, 1994-95                                                                |
| CAV Murcia             | 3      | 2006-07, 2007-08, 2008-09                                                                |
| AD Cornellá            | 2      | 1979-80, 1981-82                                                                         |
| Ciutadella             | 2      | 2010-11, 2011-12                                                                         |
| JAV Olímpico           | 2      | 2020-21, 2022-23                                                                         |
| Torrelavega            | 1      | 1978-79                                                                                  |
| Academia Universitária | 1      | 1980-81                                                                                  |
| Norte Real Madrid      | 1      | 1982-83                                                                                  |
| Arquitectura           | 1      | 1983-84                                                                                  |
| Albacete               | 1      | 1995-96                                                                                  |
| Las Palmas             | 1      | 2002-03                                                                                  |
| Aguere                 | 1      | 2009-10                                                                                  |
| Haro                   | 1      | 2012-13                                                                                  |
| Haris                  | 1      | 2021-22                                                                                  |